# 75308 Shoin
75308 Shoin è un asteroide della fascia principale. Scoperto nel 1999, presenta un'orbita caratterizzata da un semiasse maggiore pari a 2,3599154 UA e da un'eccentricità di 0,1100678, inclinata di 7,00784° rispetto all'eclittica.